# Xã Rapho, Quận Lancaster, Pennsylvania
Xã Rapho (tiếng Anh: Rapho Township) là một xã thuộc quận Lancaster, tiểu bang Pennsylvania, Hoa Kỳ. Năm 2010, dân số của xã này là 10.442 người.